# Monestrol
Monestrol är en kommun i departementet Haute-Garonne i regionen Occitanien i södra Frankrike. Kommunen ligger i kantonen Nailloux som tillhör arrondissementet Toulouse. År 2022 hade Monestrol 53 invånare.

## Befolkningsutveckling
Antalet invånare i kommunen Monestrol
Referens:INSEE